# Gevangenis van Beveren
De gevangenis in de Belgische gemeente Beveren is in 2014 in gebruik genomen. Ze ligt tussen het Fort van Zwijndrecht en Kruibeke en doet dienst als strafhuis en arresthuis.
De gevangenis van Beveren werd in maart 2014 na een bouwperiode van twee jaar in gebruik genomen. De meeste gevangenen die in 2014 naar Beveren werden overgeplaatst kwamen van de overbevolkte gevangenis van Antwerpen. Voor het ontwerp, de bouw, de financiering en het onderhoud van de gevangenis ging de federale overheid een DBFM-overeenkomst aan. De private partner is verantwoordelijk voor onderhoudswerken, het gesorteerd afvalbeheer, de catering voor zowel personeel als gedetineerden, de uitbating van de wasserij, het groenonderhoud en de schoonmaak van de gebouwen en lokalen buiten het cellencomplex. Gedurende een periode van 25 jaar betaalt de federale overheid een vergoeding en wordt vervolgens eigenaar van het gebouw.
Het complex omvat een centrale toezichtszone (panopticum) en vier cellenblokken van drie niveaus hoog en is niet gebouwd in een klassieke stervorm, maar in een kruisvorm. De gevangenis biedt plaats aan 312 gedetineerden, telt 300 cellen, waaronder 32 tweepersoonscellen en 4 cellen voor gedetineerden met een handicap.